# Chengdu Blades F.C.
El Chengdu Tiancheng FC (en chino tradicional, 成都天誠; en chino simplificado, 成都天诚; pinyin, Chéngdū Tiānchéng) fue un equipo de fútbol de la ciudad de Chengdu de la República de China que jugó en la China League One. El club fue fundado el 26 de febrero de 1996, y era conocido como Chengdu Wuniu (Cinco toros) el nombre de su primer patrocinador, el Wuniu (Cinco toros) cigarrillos. Desde 11 de diciembre de 2005 el club de fútbol profesional Sheffield United FC se hizo cargo del club y cambió la insignia. El 9 de diciembre de 2010 Sheffield United vendió el club a Shenzhen compañía con sede en SI Group Jiabao. El club desaparece a inicios de 2015 debido al no pago del salario de los jugadores.

## Historia
El Chengdu Tiancheng fue fundado en el 1996 en Chengdu, ciudad china de la provincia de Sichuan, por la empresa tabacalera china Wuniu Cigarette Company, bajo el nombre de Chengdu Wuniu. Bajo el mandato de la empresa de tabaco, el Chengdu era un fijo en la segunda división del fútbol chino, hasta que en el 2001, un escándalo de amaño de partidos puso a este club al borde de la disolución. En esta difícil situación apareció el Sheffield United inglés con Kevin McCabe a la cabeza para hacerse con el control del equipo, y tejer una red internacional de clubs junto al Ferencváros húngaro y al Central Coast Mariners australiano entre otros, convirtiéndose así en el primer dueño foráneo en la historia del fútbol profesional chino. El nuevo Chengdu Blades, que así fue como lo renombró el mandatario inglés, logró los mejores resultados de la historia del club consiguiendo el ansiado ascenso. Cuando el Chengdu estaba viviendo sus mejores momentos deportivos apareció otro escándalo de amaño de partidos que llegó seguido de problemas financieros por parte del Sheffield United lo que provocó la venta del club en varias ocasiones y terminó con la disolución del mismo cuando el Tiancheng Investment Group controlaba el accionariado en 2015 .

## Cambio de nombre
El inicio de la temporada milenio vio un cambio de nombre para el equipo de Chengdu Wuniu Guoteng y procedió con un inicio más pobre que en años anteriores, incluidas derrota a domicilio a Guangzhou Apollo 5-0 sin embargo, el equipo se las arreglaron para terminar en octavo lugar.
El equipo comenzó bien para la temporada 2001 va invicto en sus primeros 8 juegos y fue a terminar en tercera posición pero la temporada se vio empañada cuando coinciden las acusaciones de arreglos de partido en la participación de Chengdu Wuniu Guoteng y otros cuatro equipos. El historial del equipo a ganar más de Sichuan Mianyang Taiji 11-2 y su victoria 4-2 como visitante contra Jiangsu Shuntian fueron puestos bajo el punto de mira y, como consecuencia, todos los entrenadores y jugadores que participan en los dos partidos (junto con otra juego con los otros dos equipos) se prohibió por un año, y los cinco equipos tuvieron 3 meses para reformar y volver a aplicar para jugar en CFA de la próxima temporada competiciones. Los únicos puntos se deducen de Sichuan Mianyang Taiji pero fueron relegados como castigo. Para la temporada aún más decepcionante Chengdu Wuniu Guoteng cayó en la primera ronda de la FA Cup Mexin tras perder por 2-1 en contra el Tianjin Teda.